# The Spirit That Guides Us
The Spirit That Guides Us (afgekort ook wel: TSTGU) is een internationaal emocore-collectief met Nederland als basis, ontstaan in 2000. Met regelmatig wisselende bandleden brengt de groep een mix van hardcore en indierock, in de stijl van Sunny Day Real Estate, At the Drive-In, Face Tomorrow en Deftones, waarbij melodieuze zang wordt afgewisseld met screams (krijsstem). De muziekstijl wordt daarom ook wel aangeduid met screamo(core). De bandleden worden vooral geleverd door bands uit de stal van platenlabel Sally Forth Records. Ten tijde van het debuutalbum The Sand, The Barrier kozen de bandleden ervoor anoniem te blijven bij interviews en in persberichten en ook geen frontman naar voren te schuiven, omdat alles in het teken staat van het collectief en de muziek. Na het uitkomen van North And South in 2004 wordt hier niet meer krampachtig aan vastgehouden en staan de bandleden herkenbaar op bijvoorbeeld persfoto's.

## We Are Under Reconstruction
In april 2006 kwam het album We Are Under Reconstruction Part 1. uit, dat bestaat uit een mix van nieuwe nummers, livenummers, geremixte nummers en een bonustrack. Zo zingt Arjen van Wijk, min of meer de vaste zanger van de band, nu ook op de nummers die eerder al op de ep 24 Winters stonden. De livenummers zijn opgenomen op het Flevo Festival, waar de band in 2004 op het hoofdpodium optrad. Bonusnummer 'The Vow to Change' verscheen eerder op de Defence Mechanism EP en op de Japanse uitgave van het album North and South.
Het vervolg van het album, dat 'We Are Reconstruction Part 2.' heet, is een live-dvd. Deze werd in het voorjaar van 2007 uitgebracht door Sally Forth Records.

## Don't Shoot, Let Us Burn
Op 19 september 2008 kwam het album Don't Shoot, Let Us Burn uit bij Sally Forth records. Het album gaat verder waar 24 Winters stopte en is een stuk steviger dan North & South.

## Trivia
In 2002 bereikt het nummer Agnès (afkomstig van het debuutalbum) de vijfde plaats bij VPRO's Song van het jaar verkiezing. De tekst van dit nummer is gebaseerd op het verhaal van de Zweedse film Fucking Åmål.

## Bandleden (selectie)
- Minco Eggersman - drums

at the close of every day, Rollercoaster 23, ME
- Axel Kabboord - gitaar, drums

at the close of every day, This Beautiful Mess, rowing on the lakes of Kanada
- Stefan van Maurik - gitaar

Satellite7, jodi's doorstep, Eins Zwei Orchestra, This Beautiful Mess/People Get Ready
- Jan-Erik Stig - basgitaar

Glorybox, at the close of every day, Kloster
- Nicholas Tse - gitaar

Unwed Sailor
- Erik van Winkelhoff - zang (screams)

The Hot Stewards
- Arjen van Wijk - zang

This Beautiful Mess, Brown Feather Sparrow, rowing on the lakes of Kanada
- René de Vries - toetsinstrumenten, basgitaar

Rollercoaster 23, This Beautiful Mess, White stone assembly
- Jeroen van der Werken - gitaar

Anderson, Zundapp
- Helmert Reinds - toetsinstrumenten

SacredLife, HEMELHOOG
- Bas van Nienes - zang

Anderson, Mensenkinderen, Zundapp
- Wouter Muller - basgitaar

The Hot Stewards, Jetsetready

## Discografie

### Albums
- The Sand, The Barrier (24-9-2001)
- North And South (15-9-2004)
- We Are Under Reconstruction Part. 1 (1-4-2006)
- Don't Shoot, Let Us Burn (19-9-2008)
- Innocent Blood (3-10-2011)

### Ep's
- The Oslo Compact (25-7-2001) - Split-ep met Selfmindead
- 24 Winters (20-11-2002)
- Defence Mechanism (10-4-2004)

### Vinyl
- The Spirit That Guides Us (1-8-2000) - Split 7" met The Lionheart Brothers
- 24 Winters (20-11-2002) - 10" met 2 extra livenummers

### DVD
- We Are Under Reconstruction Part. 2 (12-5-2007)